# Вандалізм на Говерлі
Вандалі́зм на Гове́рлі — акт вандалізму на горі Говерла, що стався 18 жовтня 2007 року і який полягав у знищенні двох українських державних символік: тризубу та пам'ятного знаку з граніту присвяченого Конституції України. Українські юристи заявили, що такі дії можна кваліфікували як хуліганство, паплюження державних символів, та посягання на територіальну цілісність України.
Як згодом з'ясувало СБУ, акт вандалізму було скоєно російською екстремістською організацією «Євразійський союз молоді» у особі трьох її членів: Леоніда Савіна (громадянина України, який проживає в Москві), Олександра Бовдунова та Валерія Мантрово (громадяни Росії). Дії цих трьох осіб координували з території Росії керівники та ідеологи ЄСМ Павло Заріфулін та Олександр Дугін.
Ці дії викликали хвилю протестів в Україні і реакцію на неї Служби Безпеки України, майже всіх провідних політиків, керівників політичних партій та Президента України. Продовженням антиукраїнських акцій ЄСМ стали атаки російських хакерів з ЄСМ на сайти СБУ та Президента України наприкінці жовтня 2007 року, розгром у листопаді 2007 року в Українському культурному центрі в Москві виставки, присвяченій Голодомору в Україні в 1932—1933 роках тощо.
Після численних дій членів ЄСМ націлених на підрив суверенітету України, які було скоєно до та після акту вандалізму на Говерлі 2007 року, організація ЄСМ була врешті заборонена 9 листопада 2011 року на всій території України Вищим адміністративним судом України, а український осередок ЄСМ було ліквідовано.

## Розвиток подій
18 жовтня 2007 року російська організація ЄСМ поширила на своєму сайті заяву в якій взяла відповідальність за знищення тризубу та гранітного пам'ятного знаку, присвяченого Конституції України. Замість цих українських символів активісти ЄСМ за власним визнанням встановили на Говерлі чорний прапор організації та «перейменували» гору в «пік Сталіна». Документальним підтвердженням цієї акції став знятий мобільним телефоном відеокліп, що був розміщений на сайті організації. За словами одного з керівників організації, Павла Заріфулліна, цей акт був відповіддю на присвоєння звання Героя України командиру УПА Роману Шухевичу. Також повідомлялось, що до акції були причетні етнічні українці, члени ЄСМ. 19 жовтня 2007 року ідеолог та лідер організації ЄСМ Олександр Дугін проголосив цю акцію «кастрацією оранжизма» і заявив що єдине чого він боїться — це що офіційна російська влада не підтримає дії ЄСМ. Сам Дугін висловив готовність відповідати перед судом за скоєну акцію в разі висунення офіційних звинувачень українською владою.
20 жовтня 2007 року після проведеного слідства на горі Говерла СБУ розповсюдило заяву, в якій звинуватила членів ЄСМ в скоєнні вандалізму. Згідно із заявою СБУ, до цієї акції були причетні троє членів ЄСМ: Леонід Савін (громадянин України, який мешкає в Москві), Олександр Бовдунов (громадянин Росії) та Валерій Мантров (громадянин Росії). Також за версією слідчих, акція була скоєна 12 жовтня 2007 року і являла собою здебільшого імітацію спилювання деталей конструкції і фарбування символів ЄСМ на пам'ятному знаку. Таким чином, за висновками оперативно-слідчої групи СБУ, більша частина акту вандалізму була сфабрикована, шляхом монтажу знімків та імітації знищення державних символів. При цьому голова СБУ Валентин Наливайченко заявив, що ті акції, які були скоєні ЄСМ на Говерлі дають підставу для порушення кримінальної справи і що відповідний позов був поданий до Генеральної Прокуратури України. Також СБУ звернулась із запитом до правоохоронних органів Росії з проханням допомогти в розслідуванні цієї справи.

## Реакція на подію
Однією з перших організацій, які засудили цю акцію виступили колишні союзники ЄСМ в Україні — «Братство» Дмитра Корчинського, яке в своїй заяві осудило ці дії ЄСМ і заявило про припинення співпраці з цією організацією. Крім того, Братство обіцяло виплатити від 15 000 до 20 000 доларів США за акцію помсти проти ЄСМ. 27 жовтня ЄСМ звинуватила Братство в скоєнні нападу на штаб ЄСМ в Москві, в результаті якого будинок ЄСМ закидали пляшками з запалювальною сумішшю, однак ніхто з активістів організації не постраждав.
З реакцією на подію виступили майже всі провідні політики та політичні партії України. Представники НУ-НСО у своїй заяві висловили обурення цим фактом і зажадали від СБУ конкретних дій стосовно цього акту. Юрій Луценко, зокрема, вимагав від СБУ порушення кримінальної справи проти зловмисників з ЄСМ. Голова адміністрації Президента України Віктор Балога оприлюднив заяву стосовно подій на горі Говерла, в якій він охарактеризував цей акт, як «наругу над українськістю». Тим часом Ганна Герман з Партії Регіонів висунула припущення, що акція на Говерлі була цілеспрямовано організована певними силами, які прагнули дестабілізувати суспільство та загострити антиросійські настрої. Представник від КПУ Олександр Голуб, натомість заявив, що події на Говерлі були реакцією на політику президента Ющенко.
Для запобігання новим акціям вандалізму, МВС повідомило, що розглядає можливість встановлення камери на горі для дистанційного патрулювання території. Також представники молодіжної організації НУ-НСО встановили на Говерлі великий прапор України, та упорядкували місцевість навколо пам'ятного знаку. Тим часом сайт ЄСМ був атакований українськими хакерами та не працював протягом певного часу. У відповідь ЄСМ взяла на себе відповідальність за блокування сайту Президента України і пригрозила застосувати такі ж атаки проти СБУ.